# Жеведа
Жеведа́ или Жи́вода (Жоведька, Жеведь, Жоведь, Чевода; укр. Жи́вода, Жеведа́) — река на границе Брянской области России и Черниговской области Украины, правый приток Цаты.
Длина — 13,2 или 15 км (в Черниговской области 10 км). Площадь водосборного бассейна — 52,2 км².
Берёт начало в 2,5 км к северу от села Сеньковка (Украина) — в непосредственной близости от истока находится монумент «Три сестры» на стыке границ России, Украины и Белоруссии. Общее направление течения — восток-юго-восток: по левому берегу реки находится Климовский район Брянской области, по правому берегу — Черниговский (в верховьях) и Корюковский районы Черниговской области. Впадает в Цату по правому берегу в 5,1 км от её устья, у села Клюсы (Украина).
Территория бассейна умеренно лесистая, в верховьях и низовьях заболочена.
На берегах расположены населённые пункты (от истока): Чернозёмный Городок (лв), Липовка (пр), Новые Юрковичи (лв, крупнейший населённый пункт в бассейне), Плёхов (пр), Часовня и Новый Свет (лв), Клюсы (пр, имеется мост через реку).
Существует легенда, согласно которой название происходит от «живая вода» и дано по чудодейственным живительным свойствам воды в реке.